# Maikro Romero
Maikro Eusebio Romero Esquivel (Guantánamo, 9 december 1972) is een Cubaans voormalig bokser. Hij werd olympisch kampioen in de vlieggewichtklasse op de Olympische Spelen van 1996. Ook won hij het brons in de lichtvlieggewichtklasse tijdens de Olympische Spelen in 2000. Hij verloor in de halve finale van Brahim Asloum. Romero won in 1997 ook het wereldkampioenschap boksen.

## Erelijst

### Olympische Spelen
- 1996 in Atlanta, Verenigde Staten (–51 kg)
- 2000 in Sydney, Australië (–48 kg)

### Wereldkampioenschappen
- 1997 in Boedapest, Hongarije (–48 kg)
- 1999 in Houston, Verenigde Staten (–48 kg)

### Pan-Amerikaanse Spelen
- 1999 in Winnipeg, Canada (–48 kg)

1904: George Finnegan ·
1920: Frankie Genaro ·
1924: Fidel LaBarba ·
1928: Antal Kocsis ·
1932: István Énekes ·
1936: Willi Kaiser ·
1948: Pascual Pérez ·
1952: Nathan Brooks ·
1956: Terence Spinks ·
1960: Gyula Török ·
1964: Fernando Atzori ·
1968: Ricardo Delgado ·
1972: Georgi Kostadinov ·
1976: Leo Randolph ·
1980: Petar Lesov ·
1984: Steve McCrory ·
1988: Kim Kwang-sun ·
1992: Choi Chol Su ·
1996: Maikro Romero ·
2000: Wijan Ponlid ·
2004: Yuriorkis Gamboa ·
2008: Somjit Jongjohor ·
2012: Robeisy Ramírez ·
2016: Sjachobidin Zoirov ·
2020: Galal Yafai ·
2024: Hasanboy Doesmatov